# Rio Dara (Râul Doamnei)
O Rio Dara é um rio da Romênia, afluente do Valea Rea, localizado no distrito de Argeş.